# 费尔干纳高原鰍
费尔干纳高原鰍（學名：Triplophysa ferganaensis）為輻鰭魚綱鯉形目條鰍科高原鰍屬的其中一種。分布於亞洲烏茲別克斯坦費爾幹納山谷Shohimardonsoy溪流域，棲息在溪流底層水域，生活習性不明。

## 扩展阅读
維基物種上的相關：费尔干纳高原鰍